# Dexter (Minnesota)
Pour les articles homonymes, voir Dexter.
Dexter est une ville américaine située dans le Comté de Mower, dans le Minnesota. Selon le recensement de 2020, sa population est de 324 habitants.